# منوچهر اسلامی
منوچهر اسلامی (زادهٔ ۳ اردیبهشت ۱۳۲۰ – درگذشتهٔ ۲۵ مرداد ۱۴۰۲) موسیقی‌دان، آهنگساز و نوازندهٔ ترومپت اهل ایران بود.

## زندگی‌نامه
منوچهر اسلامی ۳ اردیبهشت ۱۳۲۰ در تهران متولد شد. او از سال ۱۳۴۱ همکاری خود را به عنوان نوازندهٔ ترومپت و ساکسوفون با گروه موسیقی بلک کتس آغاز کرد. وی از سال ۱۳۴۵ در «کلاب کوچینی» با گروه بلک کتس به خوانندگی فرهاد مهراد که از دوستان نزدیک او بود٬ به اجرای موسیقی مشغول بود. تنظیم ترانه‌های پاپ نظیر: آئینه، حباب، پاپا، نخل جنوب و … از آثار او است.
منوچهر اسلامی ۲۵ مرداد ۱۴۰۲، در سن ۸۲ سالگی درگذشت.

## فعالیت‌های هنری
از جمله فعالیت‌های هنری منوچهر اسلامی به موارد زیر می‌توان اشاره کرد:
- تنظیم آثار متعددی برای ارکستر بادی تهران به رهبری جاوید مجلسی بر اساس نغمه‌ها و ترانه‌های محلی ایرانی[۲]
- تنظیم و اجرای آثار متعددی برای ارکستر ملی ایران به رهبری فرهاد فخرالدینی بر اساس نغمه‌هایی از ردیف موسیقی دستگاهی ایران[۱۰][۲]
- کتاب «دختر بویر احمدی» ، پارتیتور برای ارکستر بادی تهران[۱۱]
- کتاب «دختر شیرازی» ، پارتیتور برای ارکستر ملی ایران[۱۲]
- کتاب «چکیده و سرآغازی بر بداهه‌نوازی و هارمونی موسیقی جز و پاپ»[۱۳]
- تدریس در هنرستان موسیقی تهران[۱۴][۱۵]
- همکاری با گروه موسیقی «ایماژ» به سرپرستی ایمان جعفری پویان[۱۶]
- همکاری با ارکستر امید حاجیلی[۱۷][۱۸]

## آثار هنری
از جمله آثار موسیقی که منوچهر اسلامی در آن حضور داشته‌است می‌توان به موارد زیر اشاره کرد:
- آهنگسازی قطعهٔ موسیقی «شکار آهو»[۱۹]
- آهنگسازی قطعهٔ موسیقی «مارش حمله»[۲۰]
- آهنگسازی قطعهٔ موسیقی «بابلی کره»[۲۱]
- آهنگسازی قطعهٔ موسیقی «نغمه بهاری»[۲۲]
- تنظیم کنندهٔ قطعهٔ موسیقی «آئینه‌ها» (مسخ) با شعر اردلان سرفراز، آهنگسازی حسن شماعی‌زاده و خوانندگی فرهاد[۲۳]
- تنظیم کنندهٔ قطعهٔ موسیقی «باغ سحر» با شعر مشفق کاشانی و آهنگسازی محمود جعفری امید[۲۴]
- تنظیم کنندهٔ قطعهٔ موسیقی «جمهوری» با شعر علی مردانی و آهنگسازی هادی آرزم[۲۵]
- تنظیم کنندهٔ قطعهٔ موسیقی «گلزار» با شعر «مولوی» ، آهنگسازی نادر عرفانیان و خوانندگی رضا منفرد[۲۶]
- تنظیم کنندهٔ قطعهٔ موسیقی «بسیج» با شعر و آهنگ حسام‌الدین سراج[۲۷]
- نوازندگی در آلبوم موسیقی «آخشاملار» به آهنگسازی صمد نوریان و فیروز برنجان و خوانندگی جمشید نجفی